# Rosa (film, 2011)
Pour les articles homonymes, voir Rosa.
Pour plus de détails, voir Fiche technique et Distribution.
Rosa est un court métrage espagnol de science-fiction post-apocalyptique, sorti en 2011.

## Synopsis
Alors que la vie a disparu de la Terre, un cyborg doit se battre pour survivre.

## Fiche technique
- Titre original : Rosa
- Titre français : Rosa
- Réalisation : Jesús Orellana
- Scénario : Jesús Orellana
- Direction artistique : Jesús Orellana
- Montage : Jesús Orellana
- Budget : 99 $[1]
- Pays d'origine : Espagne
- Format : Couleurs - HDV - 2,35:1 - Dolby
- Genre : court métrage, animation, action, science-fiction post-apocalyptique
- Durée : 9 min 50 s
- Date de sortie : 2011

## Distinctions
Nominations :
- Prix Goya du meilleur court-métrage d'animation

## Autour du film
Le film a été réalisé sous Blender et DAZ Studio en un an et sans budget par Jesús Orellana, dessinateur de bande dessinée chez Les Humanoïdes Associés.
Il a été présenté en sélection officielle de nombreux festivals :
- Seattle International Film Festival,
- Screamfest Horror Film Festival (en),
- Toronto After Dark Film Festival,
- Anima Mundi,
- LA Shorts Fest (en),
- en ouverture du Sitges International Film Festival.

L'auteur annonce que 20th Century Fox adaptera Rosa en long métrage mis en scène par Jesús Orellana[évasif],.